# L'Annonciation du couvent San Marco
Ne doit pas être confondu avec L'Annonciation du musée San Marco.
L'Annonciation du couvent San Marco est une œuvre à fresque de Fra Angelico, visible au haut de l'escalier menant aux cellules des moines du couvent San Marco de Florence (pour cette raison certains ouvrages la nomment Annonciation du couloir nord, comme en italien : Annunciazione del corridoio Nord).

## Historique
L'Annonciation du couvent San Marco a été peinte par Fra Angelico en 1437 voire en 1442. Réalisée à  fresque elle occupe une  surface de 230 × 312,5 cm,, sur un mur du corridor nord, juste en face de l'escalier menant à l'étage des cellules des moines du couvent, à l'intersection des deux ailes du dortoir (celle des moines à gauche, celle des converts et des visiteurs à droite).
Elle est également sur l'envers d'un des murs de  la cellule de saint Antonin, grand vicaire des dominicains réformés, prieur, et futur archevêque de Florence.
Il s'agit de l'une des Annonciations de Fra Angelico.

## Thème
Scène typique de l'iconographie chrétienne, l'Annonciation faite à Marie par l'archange Gabriel, est décrite dans les Évangiles et d'une façon très détaillée dans La Légende dorée de Jacques de Voragine, l'ouvrage de référence des peintres de la Renaissance, qui permet de la représenter dans toute sa symbolique (jardin clos, colonne, présence du Saint-Esprit, évocation d'Adam et Ève chassés du Paradis).
Certains universitaires voient toutefois dans ce tableau une représentation de la Seconde Annonciation, celle de la mort de la Vierge.

## Description
La rencontre de Marie et l'archange s'effectue dans l'espace délimité par les arcades (deux de face, trois fuyantes à gauche) soutenues par des colonnes à chapiteaux (corinthiens pour ceux du devant et des extrémités à gauche, ionique pour les deux de l'intérieur de gauche).
La scène de gauche évoquant le péché originel est conforme aux principes de l'iconographie de la peinture chrétienne : Le Paradis est situé hors du jardin  clos de Marie (vierge comme elle),  placé loin sur une colline, au-delà d'une clôture, mais le couple d'Adam et Ève chassés du Paradis, courant dans les autres Annonciations du maître, n'apparaît pas sur cette œuvre. La fenêtre de la chambre de Marie, qu'on aperçoit  au fond, est équipée de barreaux pour  rappeler également le caractère clos et vierge du lieu symbolique, c'est aussi le dépouillement des cellules de moine du couvent.
Contrairement aux autres Annonciations de Fra Angelico, l'archange Gabriel et la Vierge Marie sont placés ici  sur un axe  diagonal, l'ange à gauche, et Marie à droite assise sur un tabouret.
Ils adoptent la même pose des bras croisés.
Les couleurs des ailes de l'archange sont particulièrement détaillées et riches.
On devine l'emplacement de la colombe du Saint-Esprit mais elle est gravement effacée (au-dessus de la tête de la Vierge) à cause de la fragilité des pigments translucides utilisés.
Sur la base  de la pierre du sol, au niveau de la base des colonnes du devant, figure en lettres gothiques un texte signifiant  : « Salut- ô mère de miséricorde et noble repos de la Trinité. »
Une deuxième inscription à destination des religieux figure gravée sur le devant figuré de la pièce du sol :
VIRGINIS INTACTAE CUM VENERIS ANTE FIGURAM PRETEREUNDO CAVE NE SILEATUR AVE
soit littéralement « Lorsque tu viendras devant la figure de la Vierge toute pure,  en passant veille à ne pas oublier de dire un Ave. »

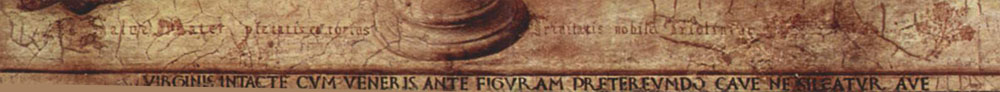
Textes du bas de la fresque.

On remarquera également les tirants d'acier retenant la structure des colonnes, dont le segment frontal semble peint effacé ou diffus volontairement.
Sur la face avant de l'arcade au-dessus du pilier central, un macaron est simplement traité géométriquement (quelques traces circulaires au-dessus peuvent laisser supposer un autre motif).

## Analyse
Comme dans toutes les autres  Annonciations de Fra Angelico, tout concourt à rappeler le caractère de la virginité  de Marie à travers la représentation du jardin clos : barrière à gauche, barreaux de la fenêtre du fond, espace de la loggia limité par les arcades et les colonnes, tirants d'acier renforçant la solidité de la structure.
La richesse du jardin d'Eden (perdu), avec ses multiples espèces d'arbres, s'oppose à la simplicité du tapis d'herbe et de fleurs du jardin de Marie (l'hortus conclusus).
La Vierge est assise sur un simple tabouret par simplicité envers le destin de son fils destiné au trône céleste.
Contrairement au traitement habituel du thème, aucun livre n'est présent près de la Vierge ou dans ses mains.
La colonne centrale s'interpose entre l'archange et Marie en signe de présence du Christ (Columna est Christus), mais moins savamment sur le plan perspectif que chez Piero della Francesca, pour qui la représentation perspective est plus maîtrisée et signifiante. Ici le point de fuite est central a contrario de l'Annonciation de Cortone.
Une troisième arcade est amorcée à droite qui montrerait que le bâtiment ne se terminerait pas là. 
Le cadre de la fresque, peint également par Fra Angelico, de la même couleur que la colonne de droite, serait prolongé dans la réalité par le couloir des visiteurs et la colonnade de gauche de la loggia simulerait alors la direction du couloir du couvent menant aux cellules des moines. La perspective servirait alors à inclure ce tableau dans le lieu même de son exposition.
À remarquer la brisure de certaines pointes de piquets de la barrière dont la signification symbolique reste mystérieuse (qu'on retrouve dans d'autres tableaux de la même époque.

## Postérité
La fresque fait partie du musée imaginaire de l'historien français Paul Veyne, qui le décrit dans son ouvrage justement intitulé Mon musée imaginaire.